# Herşey Yolunda
Herşey Yolunda (Everything's Alright) – trzeci album studyjny tureckiego zespołu punkrockowego Athena. Wydany został w styczniu 2002 roku przez Universal Music w Turcji. Wszystkie utwory zostały napisane w języku tureckim. 

## Spis utworów
1. "Yavaş Yavaş" (Slowly) - 3:48
2. "Bak Takılmana" (Chill out) - 3:33
3. "Öpücük" (Kiss) - 3:31
4. "Sen de Yap" (Do it) - 3:30
5. "Yorulmak Olmaz" (No Fatigue) - 5:02
6. "Fık Fık" - 4:39
7. "Beyoğlu" - 3:14
8. "Topukla" (Heels) - 2:57